# Válečné půjčky v Rakousko-Uhersku

Český plakát vyzývající k upisování 7. válečné půjčky na podzim 1917.

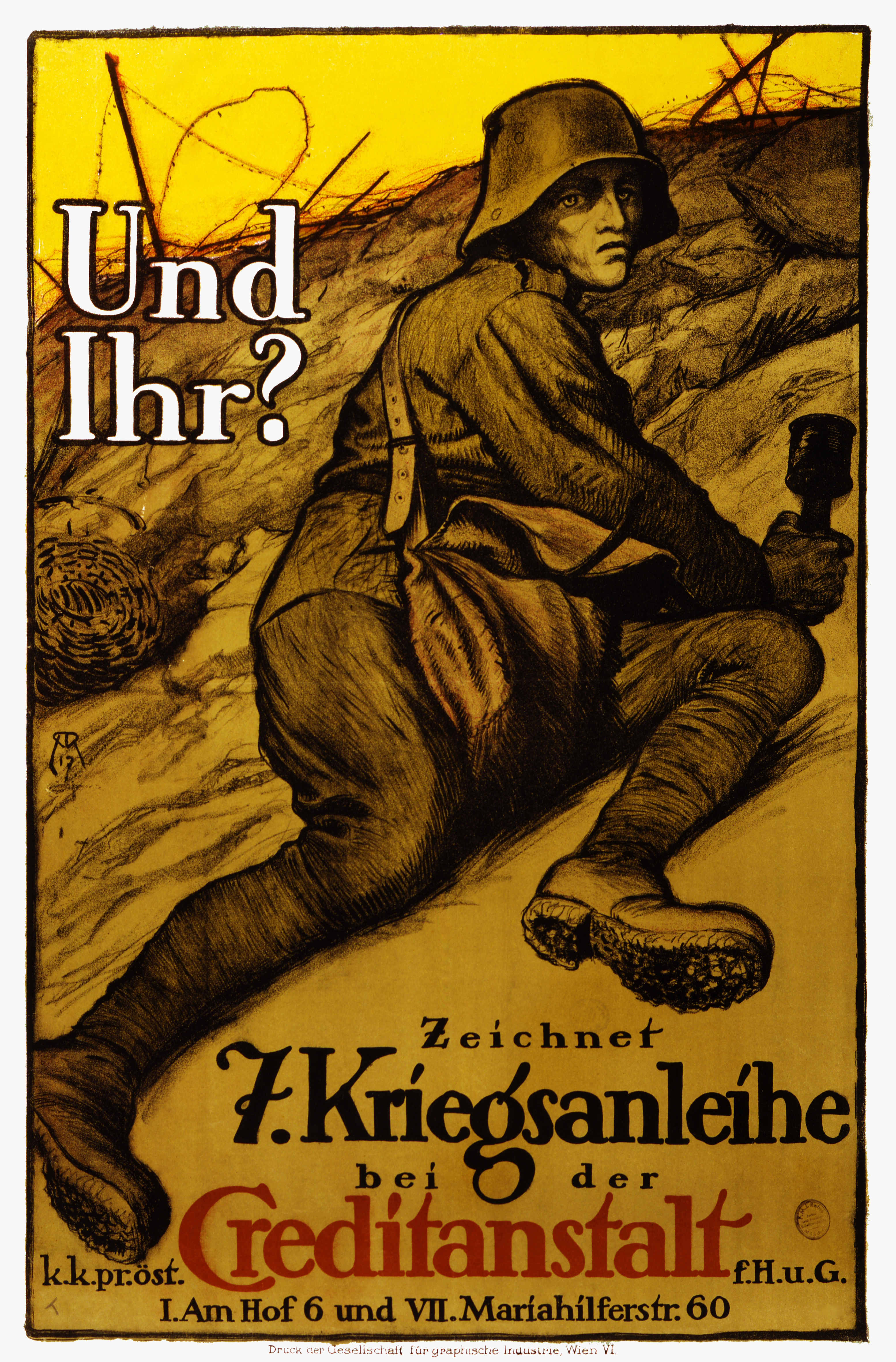
Německý plakát na podporu 7. válečné půjčky na podzim 1917.

Válečné půjčky v Rakousko-Uhersku byly vypisovány pro potřeby financování první světové války. Konflikt, který se ukazoval být nesmírně nákladný pro vládu mocnářství, vyžadoval ohromné množství peněz, které se země pokoušela získat od svých obyvatel. 
Rakousko-uherská vláda věděla již od počátku války, že nemá dostatečné peněžní rezervy pro její kompletní financování. Velké banky na území státu nedokázaly poskytnout centrální vládě dostatek peněz a přístup k penězům ze zahraničí nebyl možný. Vláda ve Vídni se proto rozhodla záležitost řešit vypsáním veřejné půjčky, která byla navržena a modelována po německém vzoru (v Německu byla obdobná půjčka realizována v listopadu 1914). Byla osvobozena od daní a poplatků, slibovala pětiprocentní úrok a zpočátku se ukázala být velmi úspěšná.

## Soukromé osoby
Jednotlivci si mohli brát půjčku dobrovolně, stát se však snažil velkolepou kampaní v tisku, diskreditací jiných forem ukládání peněz a motivací veřejnosti různými benefity obyvatelstvo přimět, aby státu půjčoval peníze. Nátlak rostl pozvolně během války, jak nadšení pro její financování ze strany veřejnosti postupně klesalo a zhoršovaly se životní podmínky civilního obyvatelstva. Dovolená pro vojsko byla podmíněna upsáním půjčky a její délka mnohdy i sumou, kterou dotyčný poskytl. Nátlak byl vyvíjen i na státní úředníky, kterým nadřízení často hrozili, že neupíší-li půjčku, budou označení za zbytné a budou moci být mobilizováni. Tlak na řadu lidí byl obzvláště silný, což vedlo k tomu, že mnozí si půjčovali peníze jinde a za půjčené peníze potom upisovali peníze pro rakousko-uherský stát. Skutečnost, že na půjčkách měla vláda eminentní zájem dosvědčuje i fakt, že armáda musela uvolnit cca 5300 mobilizovaných vojáků pro potřeby výběru a správy půjček.
Na venkově peníze vybírali učitelé (kteří do značné míry stejně nevyučovali, neboť řada škol byla během války zavřených, případně tam pobývali vojáci). Obliba půjček byla do jisté míry přímo úměrná národnostnímu složení monarchie; zatímco německy mluvící obyvatelé Rakousko-Uherska státu poskytli miliony korun, v případě českého a dalšího slovanského obyvatelstva říše byly výsledky mnohem skromnější.

## Města a obce
Města a obce musely poskytovat půjčku povinně. Kvůli tomu se jednotlivé samosprávy na území Rakousko-Uherska značně zadlužovaly, aby mohly peníze centrální vládě tímto způsobem odvádět. Celkem bylo uskutečněno osm půjček rakousko-uherskému státu. 

## Vyrovnání půjček
V okamžiku rozpadu Rakousko-Uherska bylo ve válečných půjčkách vybráno celkem 101 miliard korun. Po skončení války a rozpadu Rakousko-Uherska byla proplacena jen malá část z peněz, které byly upsány. Československý stát občanům ČSR, kteří půjčku upsali, některé peníze proplatil. Maďarsko pokračovalo ve vydávání půjček i po skončení první světové války ještě v roce 1919.

## Přehled půjček
- 1. válečná půjčka, uskutečněná na podzim 1914 s velkým úspěchem; Rakousko-Uhersko získalo 3,4 miliardy korun (2,2 miliardy v Předlitavsku a 1,2 miliardy v Zalitavsku).
- 2. válečná půjčka, realizovaná v květnu 1915
- 3. válečná půjčka, realizovaná v říjnu 1915
- 4. válečná půjčka, realizovaná v květnu 1916[zdroj?]
- 5. válečná půjčka, realizovaná na přelomu listopadu a prosince 1916
- 6. válečná půjčka, realizovaná na přelomu května a června 1917
- 7. válečná půjčka, realizovaná v listopadu 1917
- 8. válečná půjčka, realizovaná na jaře 1918[zdroj?]